# Takele Nigate
Takele Nigate, né le 2 octobre 1999, est un athlète éthiopien. Il devient champion du monde junior du 3 000 m steeple en 2018.

## Biographie
En 2017, Takele Nigate remporte le 3 000 m steeple des championnats d'Afrique juniors, à Tlemcen en Algérie.
En 2018, il devient champion du monde junior du 3000m steeple. Il est le premier non-kenyan à remporter la compétition depuis 1986.

## Palmarès
| Date | Compétition                    | Lieu    | Résultat | Épreuve         | Temps         |
| ---- | ------------------------------ | ------- | -------- | --------------- | ------------- |
| 2017 | Championnats d'Afrique juniors | Tlemcen | 1er      | 3 000 m steeple | 8 min 31 s 36 |
| 2018 | Championnats du monde juniors  | Tampere | 1er      | 3 000 m steeple | 8 min 25 s 35 |

## Records
| Épreuve         | Performance   | Lieu    | Date         |
| --------------- | ------------- | ------- | ------------ |
| 3 000 m steeple | 8 min 20 s 76 | Hengelo | 11 juin 2017 |